# Boldog halálnapot!
A Boldog halálnapot! (eredeti cím: Happy Death Day) egy 2017-ben bemutatott amerikai horror-thriller-vígjáték, melyet Christopher B. Landon rendezett. A főszereplők Jessica Rothe, Israel Broussard és Ruby Modine.
Az Amerikai Egyesült Államokban 2017. október 13-án mutatta be az Universal Pictures – Magyarországon egy hónappal később szinkronizálva, november 16-án az UIP-Dunafilm. Elkészítették a film folytatását is, amit 2019. február 14-én mutattak be, Boldog halálnapot! 2. címmel.
A film kereskedelmi szempontból sikeresen teljesített, világszerte több mint 122,5 millió dolláros bevételt tudott termelni, ami a 4,8 milliós költségvetését jelentősen túlszárnyalta. A film vegyes értékeléseket kapott a kritikusoktól. A Metacritic oldalán a film értékelése – 57 vélemény alapján – 26%. A Rotten Tomatoeson a Boldog halálnapot 71%-os minősítést kapott 116 értékelés alapján.

## Cselekmény
2017. szeptember 18., hétfő reggel. Theresa "Tree" Gelbman (Jessica Rothe) egy Carter Davis (Israel Broussard) nevű fiatal kollégista szobájában ébred fel a születésnapján, miután az előző este részegre itta magát. Hamar tisztázzák, hogy nem feküdtek le egymással, majd Tree gyorsan távozik, mert késésben van. A lány önző, elutasító és lekezelő az osztálytársaival, valamint a barátait és az apjától kapott étterembe meghívást is figyelmen kívül hagyja. A szobatársa, Lori Spengler (Ruby Modine) egy saját készítésű kis süteménnyel lepi meg, de Tree azonnal kidobja a kukába. Tree titkos viszonyt tart fenn a házas Dr. Gregory Butler professzorral, az egyik tanárával. Aznap éjszaka Tree partira készül menni, de az utcán az iskola kabalamaszkját viselő titokzatos alak egy alagút felé csábítja és brutálisan meggyilkolja.
A „következő” reggelen újból Carter ágyában ébred az előző napi események ismétlődésével. Meggondolatlanul újra átéli a nap ugyanazon történéseit, ám ezennel az alagút elkerülésével – helyette egy neki rendezett meglepetéspartira toppan be. Tree, miközben az egyik osztálytársának, Nick Simsnek a szobájába megy, a fiút megöli a maszkos gyilkos, mielőtt ő vele is végezne. Tree rájön, hogy időhurokban van, ezért megpróbálja elkerülni a halálát azzal, hogy elbarikádozza magát a szobájában. Azonban újra meggyilkolják, amikor a fürdőszobából bukkan fel a gyilkos.
Ismét felébredve Tree elmagyarázza Carternek a vele történteket. A fiú azt javasolja, használja ki az időhurok adta lehetőséget a gyilkos azonosítására. A következő néhány ismétlődő napot Tree arra fordítja, hogy ellenőrizze a potenciális gyilkosokat a környezetében, sikertelenül. Egy újabb gyilkosság utáni reggelen Tree összeesik és az egyetemi kórházba kerül. A vizsgálatok alapján a teste a korábbi traumák jeleit mutatja, vagyis Tree-re fizikailag is hatással vannak az események és ezért egyre kevesebb ideje maradt az ügy megoldására. A gyilkos felbukkanásakor Tree Gregory autójával menekül el, de a maszkos támadója ismét a nyomára bukkan és végez vele.
Tree a közelgő események megjóslásával meggyőzi a kétkedő Cartert az igazáról. A lány beismeri, hogy megveti saját önző viselkedését, főleg azt, hogy eltaszítja magától az apját, miután édesanyja három évvel korábban meghalt. A híreket figyelve Tree értesül a sorozatgyilkos John Tombs fogva tartásáról a helyi kórházban és rádöbben, hogy ő a gyilkosa. Tree a kórházba siet figyelmeztetni a személyzetet Tombs közelgő szökéséről; a férfi valóban kiszabadul, kis híján végez Tree-vel, de Carter a lány védelmére siet. Tombs megöli Cartert és üldözőbe veszi Tree-t. Bár a lány lefegyverzi a férfit és végezhetne vele, ez Carter végleges halálát jelentené, ezért inkább öngyilkos lesz.
Az újabb hétfőnek Tree boldogan vág neki, abban a hitben, hogy megoldotta a rejtélyt. Véget vet viszonyának Dr. Butlerrel, találkozik egy étteremben apjával és bevallja neki érzéseit. Az este a lány a kórházba megy, ahol csapdába csalja és megöli Tombst. Ezt követően Carter szobájában ünnepli meg a győzelmét, a Loritól kapott sütemény megevésével.
A zavarodott Tree ismét időhurokban ébred. Zavarodottan hazatérve Lori ismét egy süteményt kínál neki. Tree rádöbben, hogy a korábbi alkalmakkor sosem ette azt meg, és Tombs megölése után álmában halhatott meg, mérgezésben. Tree a rendőrségre akarja vinni a süteményt, de Lori megtámadja a lányt és beismeri neki, hogy szintén viszonya volt Dr. Butlerrel. Amikor a doktor Tree-t választotta helyette, a betegesen féltékeny Lori végezni akart szobatársával. Ám amikor Tree nem ette meg a mérgezett süteményt, kórházi nővérként megszervezte Tombs szökését, a sorozatgyilkosra terelve a gyanút. A dulakodásban Tree Lori szájába tömi a mérgezett süteményt és kilöki őt az ablakon, ezzel végezve vele.
Az étteremben Tree és Carter megbeszéli a történteket és a fiú felajánlja a szobáját Tree-nek (mivel a sajátja jelenleg bűnügyi helyszínnek minősül). Másnap Tree ismét arra ébred, hogy időhurokba kerül, de csak Carter viccelte meg, és valójában már kedd van. A megkönnyebbült Tree és Carter megcsókolja egymást.

## Szereplők
| Színész          | Szerep                    | Magyar hang       |
| ---------------- | ------------------------- | ----------------- |
| Jessica Rothe    | Theresa "Tree" Gelbman    | Csuha Borbála     |
| Israel Broussard | Carter Davis              | Jéger Zsombor     |
| Ruby Modine      | Spengler                  | Kis-Kovács Luca   |
| Rachel Matthews  | Danielle Bouseman         | Czető Zsanett     |
| Charles Aitken   | Gregory Butler professzor | Rajkai Zoltán     |
| Rob Mello        | John Tombs                | Nagypál Gábor     |
| Phi Vu           | Ryan Phan                 | Baradlay Viktor   |
| Caleb Spillyards | Tim Bauer                 | Moser Károly      |
| Jason Bayle      | David Gelbman             | Vári Attila       |
| Laura Clifton    | Stephanie Butler          | Pap Kati          |
| Cariella Smith   | Becky Shepard             | Nemes Takách Kata |
| Blaine Kern III  | Nick Sims                 | Czető Roland      |